# Beulah (nome)
Beulah  è un nome proprio di persona inglese femminile.

## Origine e diffusione
Deriva dall'ebraico בְּעוּלָה (be'ulah), che significa "[donna] sposata", participio passato di ba'al ("egli ha sposato", "egli ha preso possesso", che è anche il nome del dio Baal, in genere interpretato come "padrone", "possessore"). Nel libro di Isaia (62,4), il termine è usato per riferirsi alla terra d'Israele, riferito al fatto che Dio avrebbe "sposato" essa e il suo popolo; talvolta anche il Paradiso è detto "terra di Beulah".
Fu adottato come nome di persona a partire dalla Riforma protestante, specialmente fra i Puritani. Per significato, è simile ai nomi Ninfa e Siv.

## Onomastico
Il nome è adespota, cioè non è portato da alcuna santa, quindi l'onomastico ricade il 1º novembre, in occasione di Ognissanti.

## Persone
- Beulah Bondi, attrice statunitense
- Beulah Burns, attrice statunitense

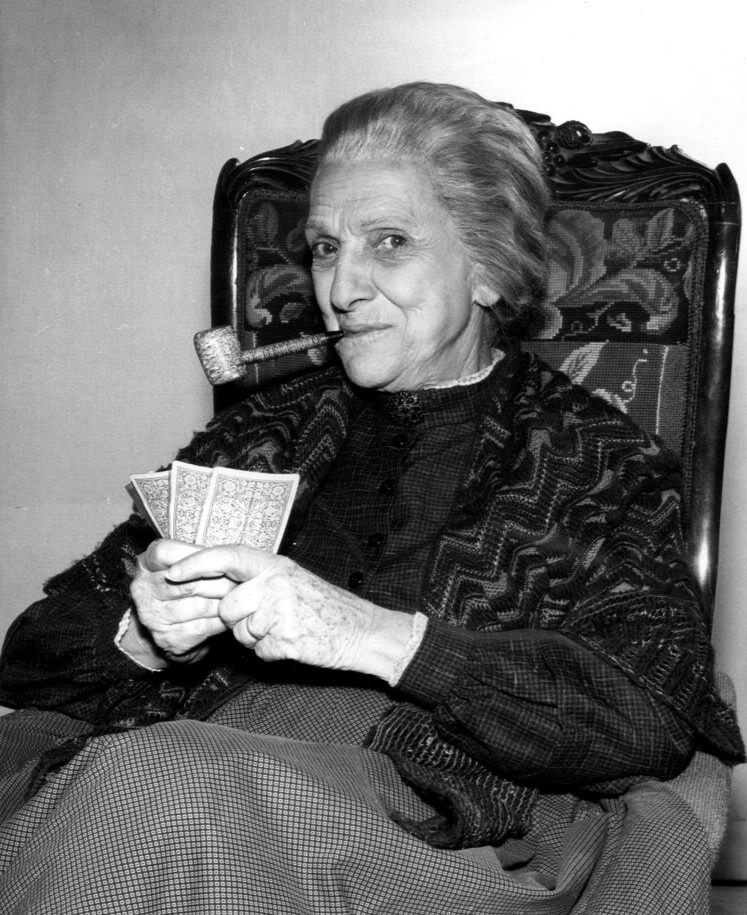
Beulah Bondi

- Beulah Marie Dix, scrittrice, sceneggiatrice e commediografa statunitense
- Beulah McGillicutty, wrestler e scrittrice statunitense
- Beulah Zachary, regista e produttrice televisiva statunitense

## Il nome nelle arti
- Beulah è un personaggio del film del 1989 A spasso con Daisy, diretto da Bruce Beresford.
- Beulah Benton è un personaggio del film del 1915 Beulah, diretto da Bertram Bracken.
- Beulah Page è un personaggio del racconto di Rex Stout Prima di morire.
- Beulah Thorndyke è un personaggio del film del 1933 Non sono un angelo; è la domestica a cui Tira (Mae West) rivolge la celebre frase "Beulah, sbucciami un chicco" (Beulah, peel me a grape)[3].